# Linella leontyevae
Linella leontyevae är en plattmaskart som beskrevs av Timoshkin OA 200. Linella leontyevae ingår i släktet Linella och familjen Rhynchokarlingiidae. Inga underarter finns listade i Catalogue of Life.